# Carl Bethke
Carl Bethke (* 1969 in Celle) ist deutscher Osteuropahistoriker und Hochschullehrer.

## Leben
Bethke wuchs in Hannover auf. Er studierte Geschichte und Archäologie an der Freien Universität Berlin und an der Universität Hamburg. Seine Arbeit zum Magister artium von 1996 war betitelt „Nationalitätenpolitik in Bosnien und Hercegovina nach 1945“. In den Jahren von 1996 bis 1998 erhielt er ein Stipendiat der Deutschen Forschungsgemeinschaft am Lehrstuhl für osteuropäische Geschichte der Universität Regensburg, wo er zum Thema „Regionale Identität und Politische Integration“ Forschungen zur Region Vojvodina anstellte. In der Zeit von 1997 und 1999 erhielt er Lehraufträge an der Josip-Juraj-Strossmayer-Universität Osijek in Kroatien. 1998/99 war er Fellow an der Europa-Universität Viadrina in Frankfurt (Oder).
1998/99 und erneut 2007 betätigte er sich als freier Mitarbeiter für das Donauschwäbische Zentralmuseum in Ulm. Am Osteuropa-Institut der Freien Universität Berlin war Bethke seit 1999 wissenschaftlicher Mitarbeiter von Professor Holm Sundhaussen. Mit seiner 2009 in Wiesbaden veröffentlichten Dissertation „Deutsche und ungarische Minderheiten in Kroatien und der Vojvodina 1918–1941: Identitätsentwürfe und ethnopolitische Mobilisierung“ promovierte er 2006. Von 2006 bis -2007 beschäftigte er sich mit dem Postdoktoranden-Projekt „(K)eine gemeinsame Sprache: Aspekte deutsch-jüdischer Beziehungsgeschichte in Kroatien“ an der Freien Universität Berlin, das vom Bundesbeauftragten für Kultur und Medien gefördert wurde. Von 2007 bis 2011 war er Akademischer Rat am Historischen Seminar, Lehrstuhl für Südosteuropäische Geschichte, an der Universität Leipzig. Sein Habilitationsprojekt lautete: „Die österreichisch-ungarischen Verwaltung in Bosnien und Hercegovina (1878–1918): Erfahrungen in Herrschaft und Interkulturalität am Beginn der Moderne“.
Seit 2012 ist er als Juniorprofessor für Kultur und Geschichte des östlichen Europa im 19. und 20. Jahrhundert – mit dem Schwerpunkt interethnische Beziehungen unter besonderer Berücksichtigung der deutschen Minderheiten in Südosteuropa – mit Förderung durch den Bundesbeauftragten für Kultur und Medien am „Institut für osteuropäische Geschichte und Landeskunde“ der Eberhard Karls Universität Tübingen tätig.
Bethkes Forschungsschwerpunkte sind:
- Geschichte Südosteuropas im 19. und 20. Jahrhundert
- Mikro- und alltagsgeschichtliche Perspektiven
- Gesellschaftsgeschichte und sozialer Wandel

Seine Arbeitsthemen sind:
- Deutsche Minderheiten in Kroatien, Vojvodina und Nord-Bosnien
- Deutsche Minderheiten in der Zwischenkriegs- und NS-Zeit im südslawischen Raum
- Holocaust und deutsch-jüdische Beziehungen in Südosteuropa
- Bosnien und Hercegovina zur Habsburger-Zeit. Migration, Kulturkontakt, interethnische Beziehungen von „Einheimischen“ und „Fremden“.

## Mitgliedschaften
- Mitglied im Internationalen Beirat von Časopis za suvremenu povijest in Zagreb
- Mitglied der Südosteuropa-Gesellschaft
- Mitglied im Verband der Osteuropahistorikerinnen und Osteuropahistoriker

## Veröffentlichungen
- Harlem liegt in Istrien: Die bosnischen Bergarbeiter von Labin. In: Jahrbücher für Geschichte und Kultur Südosteuropas. Band 8, 2006, ISSN 1617-5581, S. 203–219.
- Von der „Umsiedlung“ zur „Aussiedlung“: Zur destruktiven Dynamik „ethnischer Flurbereinigung“ am Beispiel der Deutschen in Bosnien und Kroatien 1941–1948. In: Mariana Hausleitner (Hrsg.): Vom Faschismus zum Stalinismus. Deutsche und andere Minderheiten in Ostmittel- und Südosteuropa 1941–1953 (= Veröffentlichungen des Instituts für Deutsche Kultur und Geschichte Südosteuropas e. V. an der Ludwig-Maximilians-Universität München (IKGS). Wissenschaftliche Reihe. 114). IKGS-Verlag, München 2008, ISBN 978-3-9811694-0-9, S. 23–39.
- Die Erklärungen von Prud und Banja Luka und ihr politischer Kontext: Schritte zur Vertiefung der Teilung Bosnien-Herzegowinas oder zu deren Überwindung? In: Südosteuropa. Band 56, Nummer 4, 2008, S. 584–608, doi:10.1515/soeu-2008-560410.
- Deutsche „Kolonisten“ in Bosnien. Vorstellungswelten, Ideologie und soziale Praxis in Quellen der evangelischen Kirche. In: Zijad Šehić (Hrsg.): International Conference Bosnia and Herzegovina within the Austro-Hungary 1878–1918. Held in Sarajevo on March 30–31, 2009. Conference Proceedings. = Međunarodna konferencija Bosna i Hercegovina u okviru Austro-Ugarske 1878–1918. Filozofski Fakultet, Sarajevo 2011, ISBN 978-9958-625-20-6, S. 235–266.
- Deutsche und ungarische Minderheiten in Kroatien und der Vojvodina 1918–1941. Identitätsentwürfe und ethnopolitische Mobilisierung (= Balkanologische Veröffentlichungen. 47). Harrassowitz, Wiesbaden 2009, ISBN 978-3-447-05924-4.
- Die Deutschen der Vojvodina 1918–1941. In: Christian Glass, Vladimir Mitrović (Hrsg.): Daheim an der Donau. Zusammenleben von Deutschen und Serben in der Vojvodina. Muzej Vojvodine u. a., Novi Sad u. a. 2009, ISBN 978-86-82077-97-8, S. 196–209, (Ausstellungskatalog).
- Christian Schwarz-Schilling und der Krieg gegen Bosnien und Herzegowina. In: Carl Bethke, Erich Rathfelder: Bosnien im Fokus. Die zweite politische Herausforderung des Christian Schwarz-Schilling. Schiler, Berlin u. a. 2010, ISBN 978-3-89930-266-0, S. 61–95.
- Das Frauen- und Kinderkonzentrationslager Loborgrad in Kroatien 1941–1942. In: Logori, zatvori i prisilni rad u Hrvatskoj/Jugoslaviji 1941–1945, 1945–1951. Zbornik radova. znanstveni skup, Zagreb, 12. svibnja 2009. Hrvatski institut za povjest, Zagreb 2010, ISBN 978-953-6324-87-3, S. 57–74.
- als Herausgeber mit Erich Rathfelder: Bosnien im Fokus. Die zweite politische Herausforderung des Christian Schwarz-Schilling. Schiler, Berlin u. a. 2010, ISBN 978-3-89930-266-0.
- (K)Eine gemeinsame Sprache? Aspekte deutsch-jüdischer Beziehungsgeschichte in Slawonien, 1900–1950 (= Studien zur Geschichte, Kultur und Gesellschaft Südosteuropas. 12). Lit, Berlin u. a. 2013, ISBN 978-3-643-11754-0.